# Bibliothèque de Kannelmäki
La bibliothèque de Kannelmäki (finnois : Kannelmäen kirjasto) est une bibliothèque de la section Kannelmäki du quartier de Kaarela à Helsinki en Finlande,,.

## Présentation
La bibliothèque de Kannelmäki a été fondée en 1960.
La bibliothèque est installée en 1992 dans la Kanneltalo, conçue par l'architecte Pekka Salminen (fi) et dont la construction venait de s'achever à côté de la gare de Kannelmäki,.
La Kanneltalo héberge aussi le centre culturel d’Helsinki (fi), le centre d’éducation des adultes de l'ouest d’Helsinki, la maison des jeunes de Kannelmäki, et un centre de vente de billets pour les événements culturels.

## Département musical
La bibliothèque de Kannelmäki est l'un des établissements de la bibliothèque municipale d'Helsinki, où l'on peut trouver des CD et d'autres enregistrements musicaux. 
En juin 2021, la bibliothèque municipale a annoncé qu'elle concentrerait ses départements de musique dans seulement huit bibliothèques.
Il y aura des enregistrements dans l'ouest d'Helsinki aux bibliothèques de Kannelmäki et de  Pasila, au sud aux bibliothèques de Töölö et de Rikhardinkatu, au centre aux bibliothèques de Kallio et d'Oulunkylä, à l'Est à la bibliothèque d'Itäkeskus et au nord à  la bibliothèque de Malmi.

## Groupement Helmet de bibliothèques
La bibliothèque municipale de Kannelmäki fait partie du groupement Helmet, qui est un groupement de bibliothèques municipales d'Espoo, d'Helsinki, de Kauniainen et de Vantaa ayant une liste de collections commune et des règles d'utilisation communes.